# Elecciones legislativas de Argelia de 2021
El 12 de junio de 2021 se celebraron en Argelia elecciones parlamentarias anticipadas para elegir a los 407 miembros de la Asamblea Nacional Popular. Inicialmente previstas para 2022, las elecciones se adelantaron en el contexto de una enmienda constitucional aprobada en referéndum en noviembre de 2020.

## Antecedentes

### Elecciones legislativas de 2017
Las elecciones legislativas de mayo de 2017 se caracterizaron por una baja participación del 35%, incluso menos que el 43% de participación en las elecciones legislativas de 2012. Los sondeos mostraron una renovación de la coalición gobernante, una alianza entre el Frente de Liberación Nacional (FLN) y la Agrupación Nacional para la Democracia (RND), que conserva la mayoría absoluta de escaños en la Asamblea Nacional Popular, a pesar de un fuerte descenso del FLN.
La sociedad argelina está en tensión desde hace varios años debido a la caída del precio del barril de petróleo, sin que el gobierno haya conseguido acabar con la dependencia del país de los hidrocarburos, que representan el 60% del presupuesto del Estado. Una gran parte de la población tiene dificultades económicas debido al impacto de esta caída del presupuesto nacional en los precios de los productos de primera necesidad, fuertemente subvencionados por el estado.

### Protestas de 2019
El presidente Abdelmadjid Tebboune, polémicamente elegido en diciembre de 2019 tras las masivas protestas conocidas como "Hirak", inició una reforma constitucional al inicio de su mandato que llevó a la celebración de un referéndum el 1 de noviembre de 2020. El presidente Tebboune declaró que se produciría una disolución anticipada de las dos cámaras del Parlamento a finales de 2020 si la nueva Constitución es aprobada por la población. Aunque el referéndum fue aprobado, la convocatoria de nuevas elecciones se retrasó por el traslado de Tebboune a Alemania durante más de dos meses para recibir tratamiento contra el COVID-19.

## Sistema electoral
Argelia tiene un parlamento bicameral cuya cámara baja es la Asamblea Nacional Popular. Se compone de 407 escaños cubiertos por representación proporcional en 59 circunscripciones correspondientes a las 58 provincias (prefecturas) del país más una circunscripción que representa a la diáspora. A cada circunscripción se le asigna un número de escaños en función de su población: un escaño por segmento de 120.000 habitantes, más un escaño por cualquier segmento restante de 60.000 habitantes, con un mínimo de tres escaños por circunscripción. Las listas son abiertas, con voto preferencial, sin mezcla, y un umbral electoral del 5% de los votos emitidos, tras el recuento de los votos, el reparto de escaños se hace según el método conocido como "el resto más fuerte".
Son las primeras elecciones desde la modificación de la ley electoral unos meses antes, que introdujo las listas abiertas y el umbral electoral. Excepcionalmente para esta papeleta, la nueva ley levanta las condiciones que restringen la participación de los partidos a aquellos que hayan obtenido al menos el 4% de los votos emitidos en las elecciones anteriores, o hayan reunido las firmas de patrocinio de 250 ciudadanos en cada una de las circunscripciones. en el que se presenta uno de sus candidatos. El número total de escaños también se reduce para esta elección, pasando de 462 a 407 escaños tras un decreto presidencial que modifica la clave de distribución según la población. De hecho, las elecciones anteriores se organizaron con un escaño por cada 80.000 habitantes, más un escaño por los 40.000 habitantes restantes, para un mínimo de cuatro escaños por circunscripción.

## Resultados
Las elecciones registraron la participación más baja de la historia de Argelia (sólo el referéndum constitucional argelino de 2020 tuvo una participación menor), con menos del 23% de la población que ejerció su derecho al voto. El Frente de Liberación Nacional obtuvo una pluralidad de escaños, aunque tanto él como su socio de coalición, la Agrupación Nacional para la Democracia, sufrieron grandes pérdidas. El nacionalista Frente del Futuro, el islamista Movimiento de la Sociedad por la Paz y el nuevo Movimiento de Construcción Nacional, así como los independientes, obtuvieron grandes ganancias a su costa, mientras que otros partidos experimentaron cambios menores. Un total de 136 escaños fueron ganados por candidatos menores de 40 años, 35 fueron ganados por mujeres y 274 fueron ganados por personas con educación superior.
Tras las elecciones, se formó una coalición formada por el Frente de Liberación Nacional, la Agrupación Nacional para la Democracia, el Frente del Futuro y el Movimiento de Construcción Nacional, así como por varios miembros de listas independientes.